# National Geospatial-Intelligence Agency
A National Geospatial-Intelligence Agency (NGA, magyarul – egyik lehetséges fordítása – Nemzeti Térinformatikai Hírszerző Ügynökség) az Amerikai Egyesült Államok távérzékelési és térképészeti (GEOINT) hírszerző szervezete, az Egyesült Államok Hírszerző Közösségének az egyik legnagyobb költségvetésű és létszámú tagja, önálló nemzetbiztonsági szolgálat.
Az NGA kettős feladatú és kettős felügyelet alatt álló ügynökség. Az Amerikai Védelmi Minisztérium alárendeltségében közvetlen harci támogatást nyújt a fegyveres erőknek, hírszerző szervezetként pedig az Egyesült Államok kormánya felügyelete alatt gyűjt és elemez valós idejű távérzékelési, képi és digitális térinformatikai adatokat. Korábbi neve „National Imagery and Mapping Agency” (NIMA; Nemzeti Távérzékelési és Térképészeti Ügynökség) volt.
A szervezet a hírszerző közösség tagja, de törvényi felhatalmazás alapján adatokat szolgáltat a nemzetbiztonsági társszolgálatokon kívül polgári szervezeteknek, kormányzati hivataloknak is.
A Fehér Ház és a katonai vezetés magas rangú tagjai nyilatkozataikban részben az NGA érdemének tulajdonították Oszáma bin Láden likvidálását 2011-ben, mivel az NGA adatai és térképei révén találták meg a rejtekhelyét és a kommandósok ezen részletes adatok alapján hatoltak be oda.

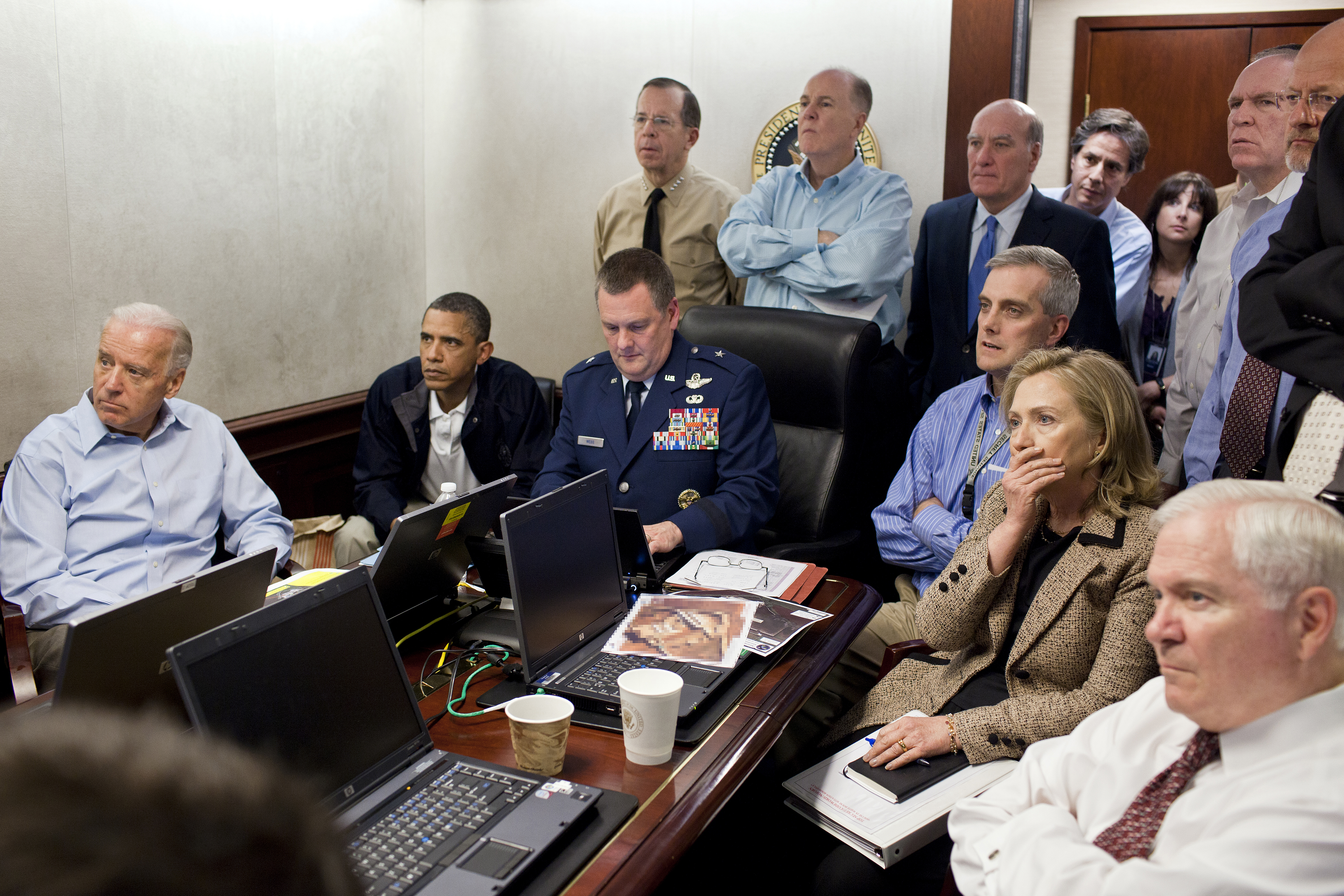
Obama elnök és nemzetbiztonsági tanácsadói a műveleti irányító központban figyelik Oszáma bin Láden likvidálását. Az asztalon az NGA egyik dokumentuma

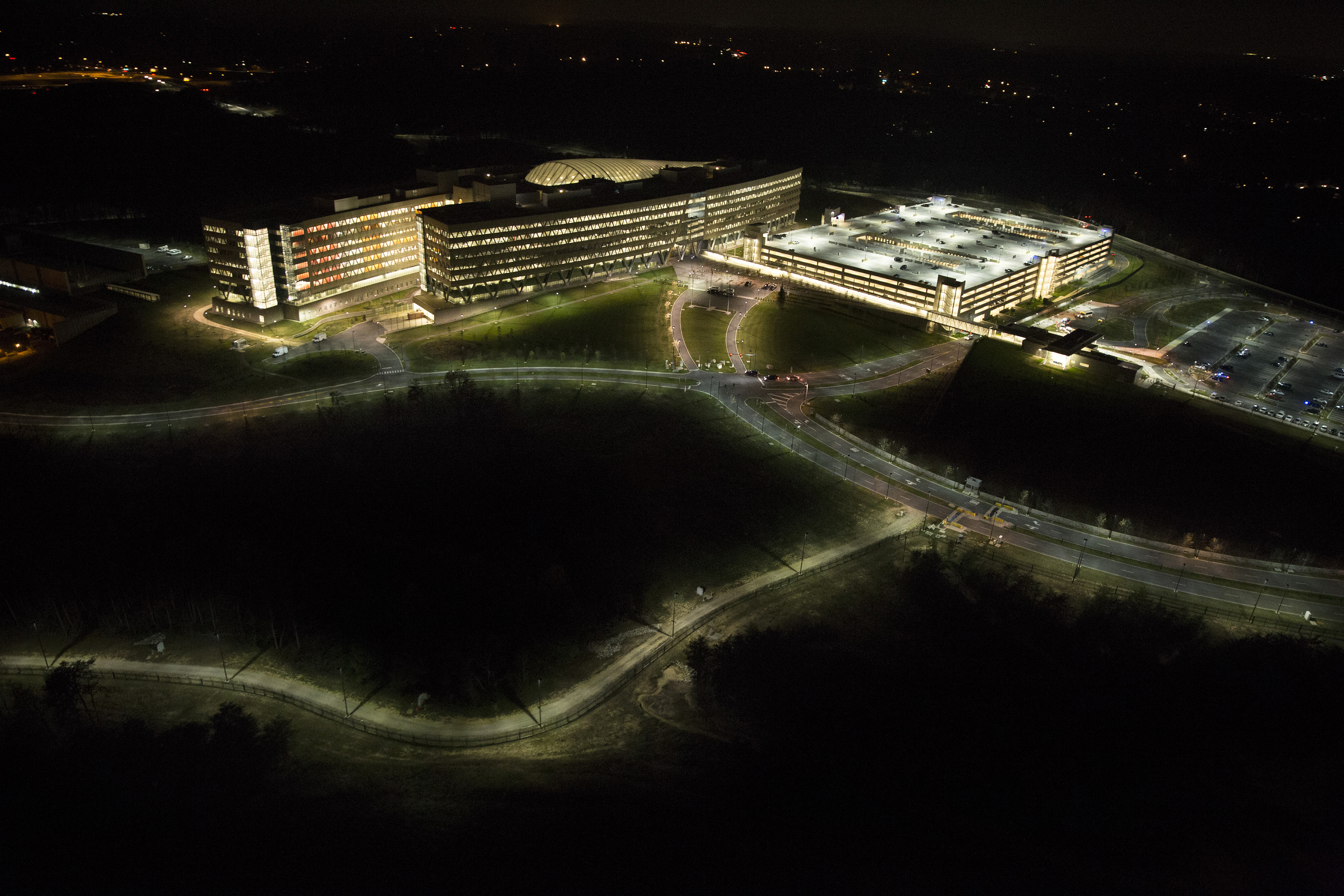
A szervezet központi épületei esti fényben

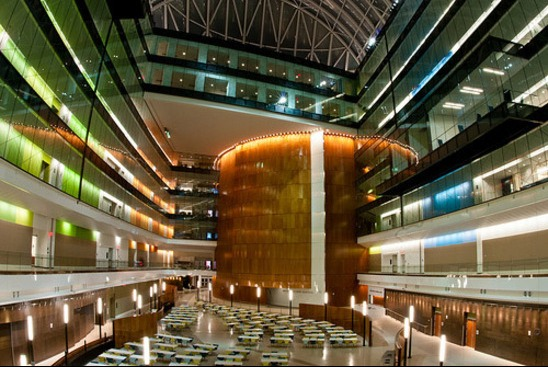
A főépület átriuma

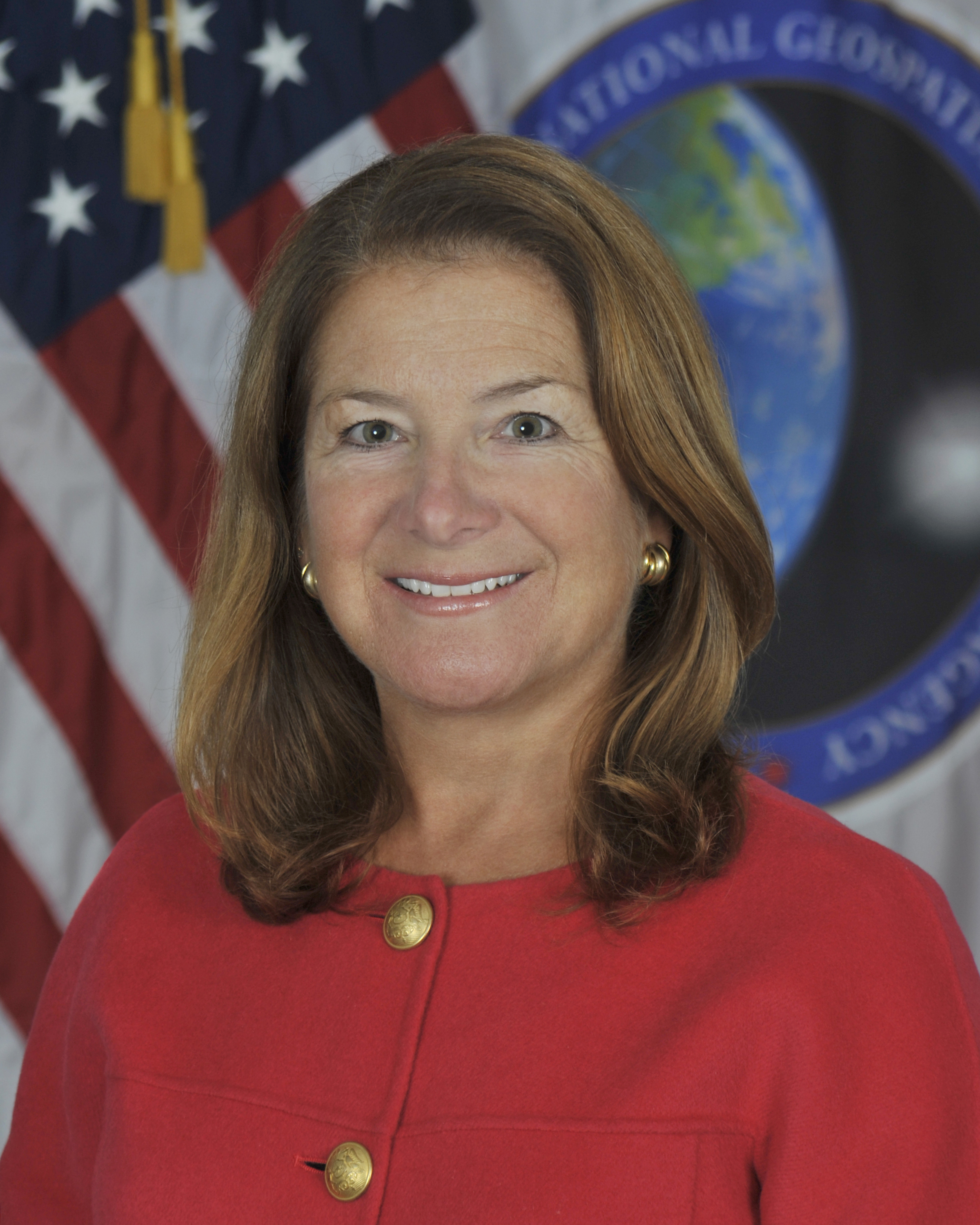
Letitia Long, az NGA igazgatója 2012-ben

## Története
Az Egyesült Államok haderőinek hagyományos katonai térképészete az első világháború idején indult jelentős fejlődésnek, a légi fényképezés megjelenésével. A két világháború közötti időszakban ezt a tevékenységet az Engineer Reproduction Plant (kb. Mérnöki reprodukciós telep, ERP) (fedő)nevű egységbe szervezték. Az ERP napi feladatai mellett az Egyesült Államok akkori hadügyminisztériuma egész térképgyűjteményének a felügyeletét is átvette.
A második világháború közeledtével új impulzust kapott a katonai térképészet is. A helyszíni mérések helyett egyre nagyobb teret nyert a fotogrammetria, a fényképek tudományos kiértékelése, a geodézia. 1942 májusában az ERP-ből létrehozták a hadsereg térképészeti szolgálatát (Army Map Service, AMS) Washington külvárosában.
A következő átszervezésre 1968. szeptember 1-én került sor, amikor létrejött a U.S. Army Topographic Command (USATC), majd 1972-ben létrehozták a Védelmi Térképészeti Ügynökséget Defense Mapping Agency, DMA) az összes katonai térképészeti tevékenység egyesítése érdekében.
1996. október 1-jén alakult meg az Amerikai Védelmi Minisztérium ügynökségeként a  „National Imagery and Mapping Agency” (NIMA; Nemzeti Távérzékelési és Térképészeti Ügynökség). Ez a szervezete egyesítette a katonai térképészettel a korábban különálló szakterületeket, a távérzékelést, fotogrammetriát is.
A Nemzeti Távérzékelési és Térképészeti Ügynökség létrehozásakor az új szervezet magába olvasztotta az addigi Védelmi Térképészeti Ügynökség (Defense Mapping Agency - DMA), a Központí Légifilmtár (Central Imagery Office - CIO), a Védelmi Elosztó Program Hivatal (Defense Dissemination Program Office - DDPO) és a Nemzeti Légifénykép Kiértékelő Központ (Nationbal Photographic Interpretation Center - NPIC) szervezeteit.
A párhuzamosságok csökkentése érdekében részben ugyancsak a NIMA-ba integrálták a Védelmi Hírszerző Ügynökség (DIA), a Központi Hírszerző Ügynökség (CIA), a Nemzeti Felderítő Hivatal (NRO), a Védelmi Légi Felderítő Hivatal (Defense Airborne Reconnaissance Office, DARO) bizonyos programjait és személyi állományuk egy részét.
Az egyesítés sok belső gonddal is járt, ami természetes a különböző szervezeti kultúrák összevonása esetén. Főleg a katonai tevékenységet közvetlenül támogató tevékenységgel és a hírszerzési célú távérzékeléssel foglalkozó ágazatok között volt tapintható a feszültség.

### NGA
Az eddigi utolsó átszervezésre a 2004-es katonai költségvetés elfogadásával egy időben került sor, amikor létrejött a National Geospatial-Intelligence Agency (NGA). Nagyarányú infrastrukturális egyesítésekre és leépítésekre is sor került, több korábbi támaszpontot bezártak és újakat létesítettek. A 2011 szeptemberében elkészült új központi épület költségeit 2,4 milliárd dollárra becsülték; átriumában elférne a New York-i Szabadság-szobor is.

## Feladatköre
A szervezet feladata az információs fölény megszerzése a 21. század lehetséges hadszíntereire vonatkozólag. Az NGA a Távérzékelési és Térinformatikai Rendszeren (US Imagery and Oeopatial Information System - USIGS) keresztül biztosítja azt a kritikus adattömeget, ami a hadszínterek ismeretéhez szükséges. Emellett az Egyesült Államok nemzeti érdekei szempontjából létfontosságú polgári szakértői anyagokat is készít.
A szervezetnek valós időben, fontos és pontos távérzékelési adatokat, kép információt és digitális térinformatikai adatokat kell szolgáltatnia a többi amerikai hírszerző és biztonsági szolgálatnak, a katonai és polgári felhasználóknak. Az ügynökség nagy figyelmet fordít termékeinek és szolgáltatásainak integrálására.

## Szervezete
A szervezet főparancsnoksága Fort Belvoir (Fairfax County, Virginia) van (Springfield, Washington elővárosa). További fontos egysége működik még Saint Louis (Missouri)ban működnek. Emellett az NGA összekötő tisztjei világ minden részén tevékenykednek a fő felhasználó körzetekben.

### A NIMA és utódszervezete, az NGA igazgatói
| Hivatali idő | Igazgató                                                              |
| ------------ | --------------------------------------------------------------------- |
| 1996–1998    | Joseph J. (Jack) Dantone Jr. ellentengernagy, USN, ügyvezető igazgató |
| 1998–2001    | James C. King altábornagy US Army                                     |
| 2001–2006    | James R. Clapper Jr. ny. á. altábornagy, USAF                         |
| 2006–2010    | Robert B. Murrett altengernagy, USN                                   |
| 2010–től     | Letitia Long                                                          |

### Az NGA költségvetése a többi nagy amerikai hírszerző szervezethez viszonyítva
A Washington Postnak Edward Snowden leleplezései után készült oknyomozó cikke szerint az Egyesült Államok hírszerző szerveinek együttes költségvetése 2013-ban 52,6 milliárd USD volt. Az alábbi táblázatok az öt legnagyobb ügynökség adatait tartalmazzák.(Adatok milliárd USD-ben)
| A szervezet neve | A szervezet neve                         | Igazgatási és fenntartási költségek (Management and support) | Adatbeszerzés (Data collection) | Adatfeldolgozás és értékelés (Data processing and exploitation) | Adatelemzés (Data analysis) | Összesen |
| ---------------- | ---------------------------------------- | ------------------------------------------------------------ | ------------------------------- | --------------------------------------------------------------- | --------------------------- | -------- |
|                  | Central Intelligence Agency              | 01,8                                                         | 11,50                           | 0,387                                                           | 1,10                        | 14,787   |
|                  | National Security Agency                 | 05,2                                                         | 02,50                           | 1,60                                                            | 1,50                        | 10,80    |
|                  | National Reconnaissance Program          | 01,8                                                         | 06,00                           | 2,50                                                            | –                           | 10,30    |
|                  | National Geospatial-Intelligence Program | 02,0                                                         | 00,537                          | 1,40                                                            | 0,973                       | 04,910   |
|                  | General Defense Intelligence Program     | 01,7                                                         | 01,30                           | 0,228                                                           | 1,20                        | 04,428   |
| Összesen         | Összesen                                 | 12,5                                                         | 21,837                          | 6,115                                                           | 4,773                       | 45,225   |

## A szervezetet érintő viták, konfliktusok
- 1998-ban India atomfegyver-kísérletet hajtott végre, ami az Egyesült Államokat teljes meglepetésként érte. A hírszerzési kudarcért kiemelt felelősség terhelte az NGA elődszervezetét.
- 1999-ben, a jugoszláviai háború idején a NATO bombázta Belgrádot és tévedésből találat érte Kína ottani nagykövetségét is. Emiatt is részben az ügynökséget okolták.[11]
- 2013-ban az NGA egy digitális térképe nyolc mérfölddel „odébb helyezte” a Tubbataha Reef nevű korallzátonyt, ami miatt egy amerikai hadihajó zátonyra futott.[12] Az NGA elismerte, hogy emberi mulasztásról volt szó.[13]

## Fordítás
- Ez a szócikk részben vagy egészben  a   National Geospatial-Intelligence Agency című angol Wikipédia-szócikk ezen változatának fordításán alapul.  Az eredeti cikk szerkesztőit annak laptörténete sorolja fel. Ez a jelzés csupán a megfogalmazás eredetét és a szerzői jogokat jelzi, nem szolgál a cikkben szereplő információk forrásmegjelöléseként.